# I Verdi (Lussemburgo)
I Verdi (in lussemburghese: Déi Gréng; in francese: Les Verts; in tedesco: Die Grünen) sono un partito politico attivo in Lussemburgo dal 1995.
Il partito si era affermato in realtà già nel 1983 ma, a seguito di alcune divergenze, nel 1985 si era diviso in due formazioni distinte:
- la Lista Verde d'Iniziativa Ecologista (Gréng Lëscht Ekologesch Initiative);
- il Partito di Alternativa Verde (Gréng Alternativ Partei).

Dalla riunificazione di questi due soggetti è stato ricostituito il partito originario.
Alle elezioni europee del 2019, il partito ha raccolto il 18,91% dei voti, riuscendo a eleggere un eurodeputato
Negli ultimi anni, I Verdi si attestano su una media del 15%-18% dei voti.